# العكيشي (فرع العدين)

تعديل مصدري - تعديل

العكيشي محلة تابعة لقرية الشربة، التابعة لعزلة الوزيرة بمديرية فرع العدين إحدى مديريات محافظة إب في الجمهورية اليمنية، بلغ تعداد سكانها 25 حسب تعداد اليمن لعام 2004.